# Lijst van bezienswaardigheden in Bangkok

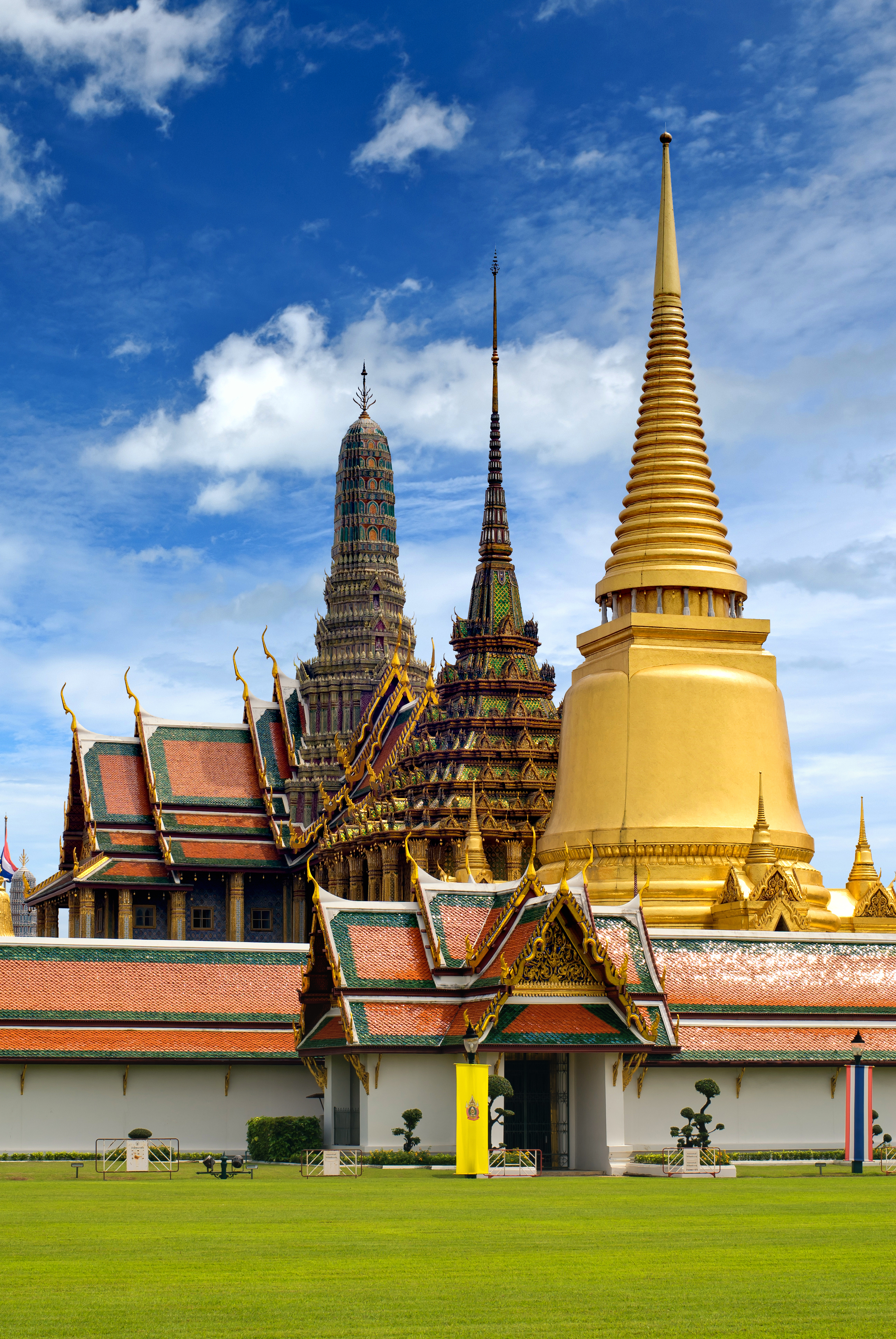
Wat Phra Kaew

Deze pagina biedt een overzicht van bezienswaardigheden in Bangkok, de hoofdstad van Thailand.

## Winkelen

### Winkelcentra
- CentralWorld
- MBK Center
- Pantip Plaza
- Platinum Fashion Mall
- Siam Center
- Siam Discovery Center
- Siam Paragon
- The Emporium
- Asiatique The Riverfront

### Markten
- Bangrak-markt
- Chatuchakmarkt, 's werelds grootste markt
- Pratunam-markt
- Nakorn Kasem
- Pak Khlong-markt
- Phahurat-markt
- Thewet-bloemenmarkt

## Paleizen
- Koninklijk Paleis van Bangkok
- Paleizencomplex Dusit
- Vimanmekpaleis

## Tempels
- Erawanschrijn van Vara Brahma
- Wat Phra Kaew en de Smaragdgroene Boeddha bij het Koninklijk Paleis
- Wat Arun
- Wat Pho
- Wat Benchamabophit
- Wat Intharawihan met Luang Pho To

## Musea
- Bank of Thailand Museum
- SUPPORT-Museum
- Erawan Museum
- Museum van Forensische Geneeskunde
- Museum van de Koninklijke Familie
- Museum van Oude Klokken
- Nationaal Museum
- Prasart Museum
- Suan Pakked Paleis
- Vimanmek Mansion

## Attractieparken
- Dream World
- Siam Park

## Dierentuinen
- Butterfly Gardens
- Crocodile Farm, 30 km buiten Bangkok
- Dusit Zoo
- Safari World
- Siam Ocean World bij Siam Square
- Queen Saovabha Memorial Institute, met de slangenhouderij

## Parken
- Asntiphap Park
- Chatuchak Park
- Koning Rama 9 Koninklijk park
- Lumphini Park
- Nong Chok Park
- Pra Nakhon Park
- Queen Sirikit Park
- Rommaninat Park
- Sararom Park
- Seri Thai Park
- Suan Luang Park
- Thon Buri Rom Park
- Wachirabenchatat Park